# Navesink-Formation
Die Navesink-Formation ist eine Abfolge von glaukonitischem Mergel und Sand des Maastrichtiums der oberen Kreide im US-Bundesstaat New Jersey. Ähnlich wie in der bekannteren Hell-Creek-Formation hat man auch in der Navesink-Formation verschiedene fossile Taxa gefunden, welche während des Maastrichtiums der Oberkreide bis zur Kreide-Paläogen-Grenze gelebt haben. Benannt wurde die Navesink-Formation nach dem nahegelegenen Ort Navesink in New Jersey. Die Navesink-Formation liegt über der Mount Laurel-Formation und unter der Red Bank Formation. Die Mount Laurel-Formation entstand etwa 5 Mio. Jahre nach der Navesink-Formation. Während ihres Verlaufs von Sandy Hook bis Pennsvile variiert die Breite der Formation zwischen 14 m bis 20 m. Die Navesink-Formation enthält auch die Campanium-Maastrichtium-Grenze.

## Fauna

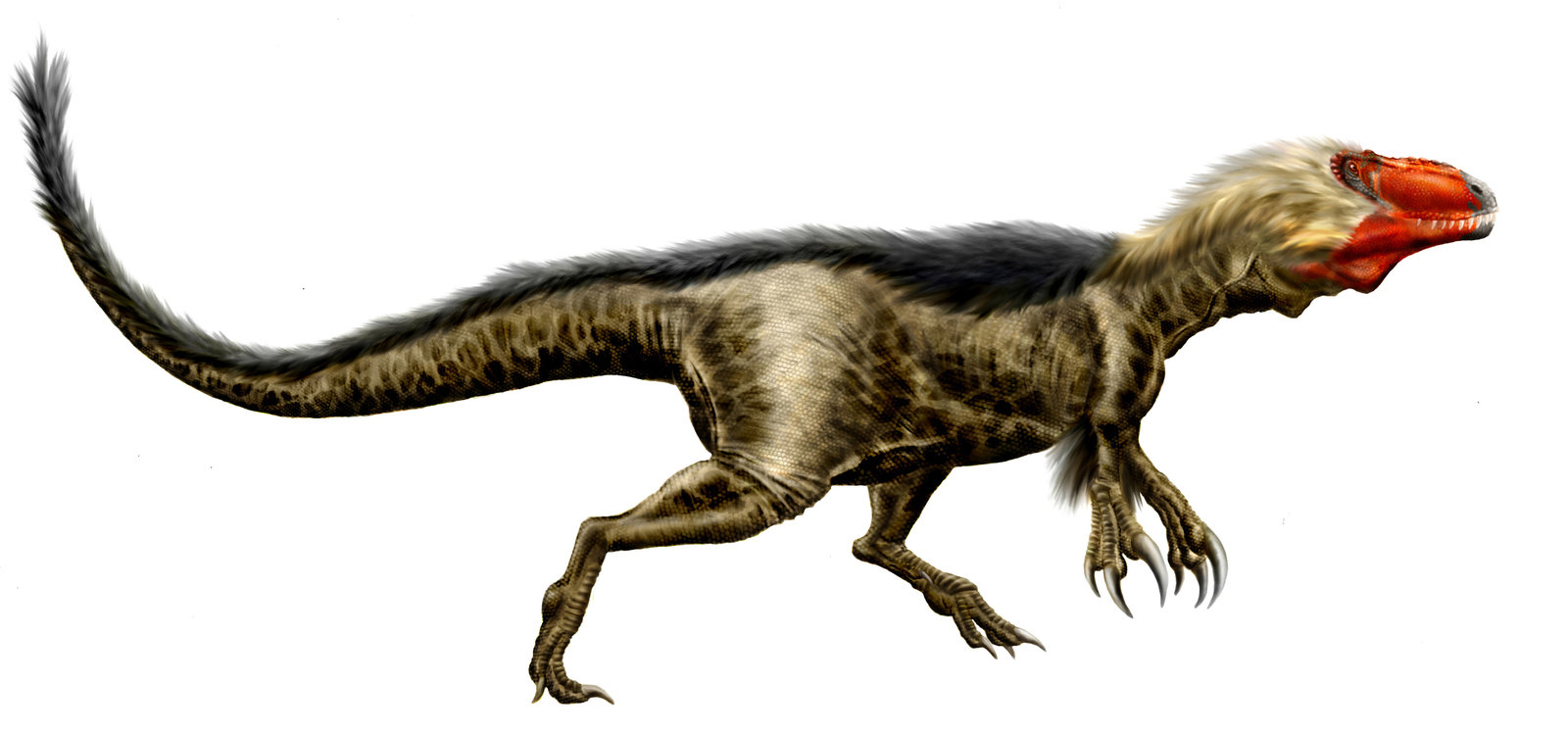
Dryptosaurus aquilungis ist einer der Vertreter der Theropoda aus der Navesink-Formation.

Die Navesink-Formation hat einen großen Teil der damaligen Fauna konserviert und enthält somit Fossilien vieler verschiedener Taxa. Beispielsweise hat man in der Navesink-Formation einige Spezies von Ammoniten gefunden, beispielsweise Nostoceras approximans. Des Weiteren wurden einige Dinosaurierfossilien in der Formation gefunden, so beispielsweise den Tyrannosauroiden Dryptosaurus aquilungis oder einen bislang unbenannten Vertreter der Ornithomimidae. Auch der Ornithomimidae "Coelosaurus" antiquus wurde in der Formation gefunden. Auch einen bislang unbeschriebenen Vertreter der Nodosauridae fand man hier. Dies bezeugt eine hohe Artenvielfalt der Taxa, welche in zur damaligen Zeit im Gebiet des heutigen New Jersey lebten. Die meisten dieser Arten lebten bis zum großen Massenaussterben an der Kreide-Paläogen-Grenze, während welcher alle  „Nichtvogel“- Dinosaurier ausstarben.

## Fossilienfundstellen
Die Navesink-Formation ist an mehreren Orten deutlich sichtbar, beispielsweise im Big Brook Park in Marlboro, New Jersey.